# Columbarium de Pomponius Hylas
Le columbarium de Pomponius Hylas est un columbarium datant du Ier siècle qui se trouve à Rome. Il a été découvert en 1831 par Giampietro Campana lors de travaux effectués près du parc des Scipioni.

## Localisation
Il est situé sur la via Latina, juste avant la Porta Latina du mur d'Aurélien. De nos jours, son entrée se situe au n°11 de la via di Porta San Sebastiano dans le rione Celio.

## Histoire
Son nom dérive de Pomponius Hylas, qui vécut à l'époque des Flaviens (69-96), bien que le bâtiment lui-même soit antérieur. Il est en effet construit entre 14 et 54 de notre ère selon des inscriptions retrouvées sur le site (l'une dédiée à un esclave affranchi de Tibère et l'autre dédiée à un esclave affranchi de Claudia Octavia). Le lieu est acheté par la suite par Pomponius Hylas pour lui et sa femme.

## Description
Pomponius Hylas fait orner le columbarium de mosaïques décorées de griffons et y fait ajouter une inscription :
Le nom de Pomponia est surmonté d'un « V » (pour vivit), ce qui signifie qu'elle était encore en vie au moment de l'ajout.